# Joe Cole
Joseph "Joe" John Cole (London, 1981. november 8.), angol válogatott labdarúgó, a Tampa Bay Rowdies együttesénél segédedző az Egyesült Államokban. 2003-ban csatlakozott a Chelsea-hez a West Hamtől, akikkel több trófeát, köztük 3 bajnoki címet is begyűjtött. 2010-től a Liverpoolban is játszott, illetve kölcsönben a francia Lille-nél is, majd 10 év után, 2013-ban visszatért nevelőcsapatához, a West Hamhez.

## Adatok
- Első hivatalos felnőtt mérkőzés: 1999. január 2., West Ham United – Swansea, (FA-kupa)
- Első élvonalbeli bajnoki mérkőzés: 1999. január 10., Manchester United – West Ham United
- Első bajnoki gól: 2000. február 5., West Ham United – Bradford

## Pályafutása

### West Ham United
1999-ben, 17 évesen debütált a West Hamben a Swansea elleni FA-kupa mérkőzésen. 2003 januárjában 21 évesen megkapta a csapatkapitányi karszalagot az akkori menedzsertől, Glenn Roedertől. A szezon végén a csapat a másodosztályba került, Joe pedig a rivális Chelsea-be.

### Chelsea

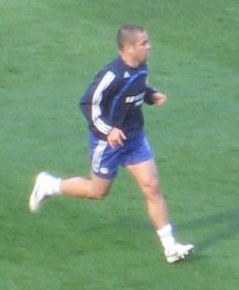
Joe Cole

2003-ban a Chelsea 6 600 000 fontot fizetett a West Ham-nek a kitűnő középpályásért. Claudio Ranieri alatt nem sikerült a kezdőcsapatba kerülnie, pár nappal az átigazolása után a menedzser a CSZKA Moszkva csapatába akarta küldeni kölcsönbe, viszont Cole a Chelsea-ben maradt.
Az új menedzser, José Mourinho érkezése után Cole több játéklehetőséghez jutott. A 2005-06-os szezonban fontos gólokat szerzett többek közt a Liverpool, az Arsenal és a Manchester United ellen. A szezon alatt meghosszabbította a szerződését a klubnál újabb 4 évvel.

#### 2006–2007
Cole a szezon első 3 hónapját kihagyta a Chelsea-ben, és négyet az angol válogatottban sérülés miatt. 2006. október 14-én tért vissza, a Reading elleni 1-0-ra megnyert mérkőzésen. Első gólját a 2006–2007-es szezonban a Blackburn Rovers ellen szerezte a Ligakupában.
2007 elején újabb hónapokat kellett kihagynia sérülés miatt. A Valencia ellen tért vissza, a Bajnokok Ligája negyeddöntőjében.

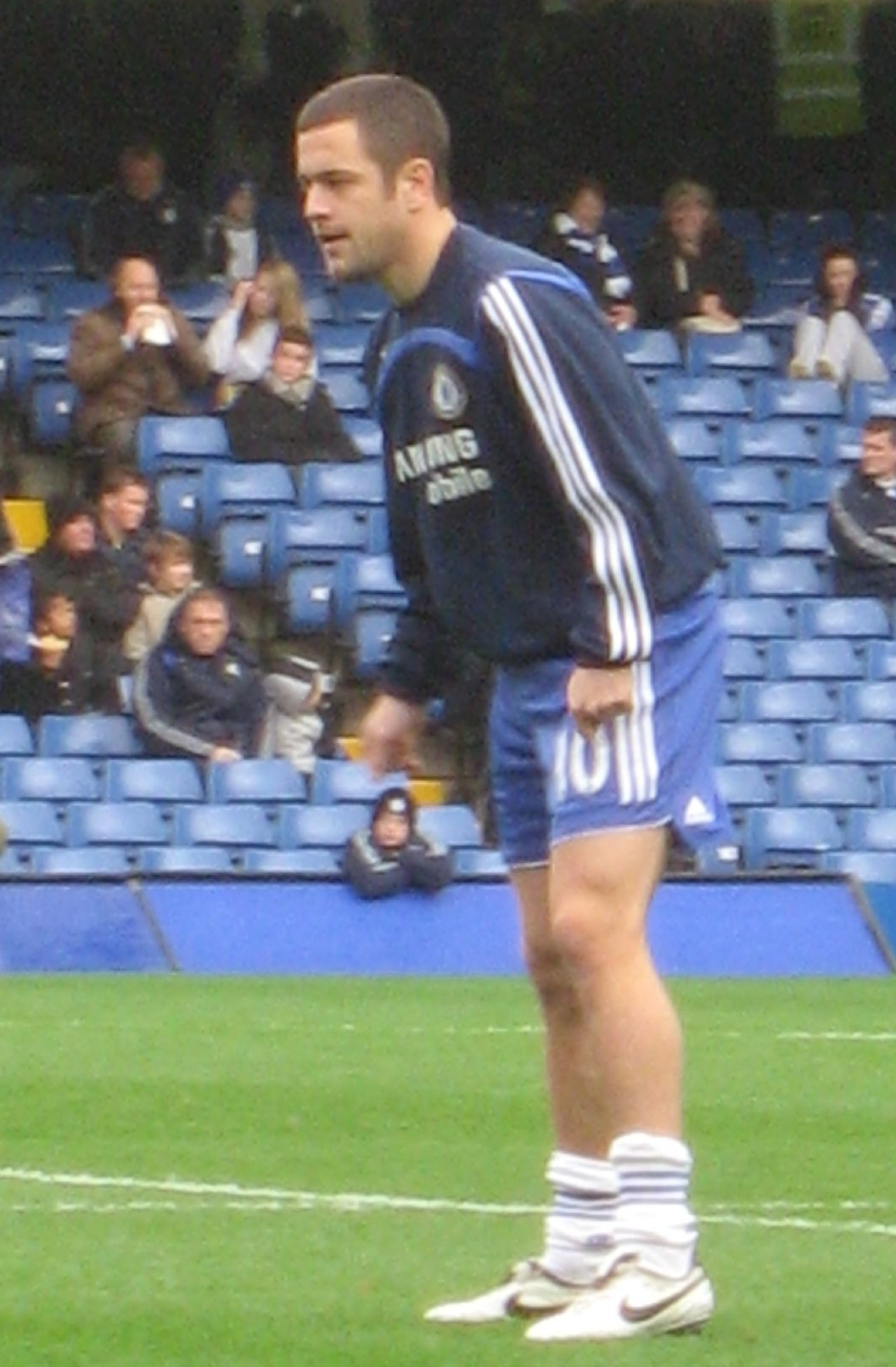
Cole 2007-ben

#### 2007–2008
A szezonban első gólját a Manchester City ellen lőtte 2007. október 27-én. A mérkőzést a Chelsea 6-0-ra megnyerte.
Azóta rúgott egy gólt korábbi csapatának, a West Ham United-nek, ami győztes találatnak bizonyult, valamint a Bajnokok Ligájában már két gólnál jár: a Valencia és a Rosenborg kapuját vette be. A bajnokságban két gólt szerzett a Tottenham Hotspur elleni 4–4-es döntetlennel végződő mérkőzésen a White Hart Lane-en. Őt választották 2008-ban az év Chelsea játékosává a szurkolók.

### Liverpool
2010 nyarán az angol középpályás csatlakozott a Liverpool csapatához.
2011. január 1-én szerezte meg az első gólját a "Vörösök"-nél, a Bolton Wanderers ellen az ő góljával győztek.

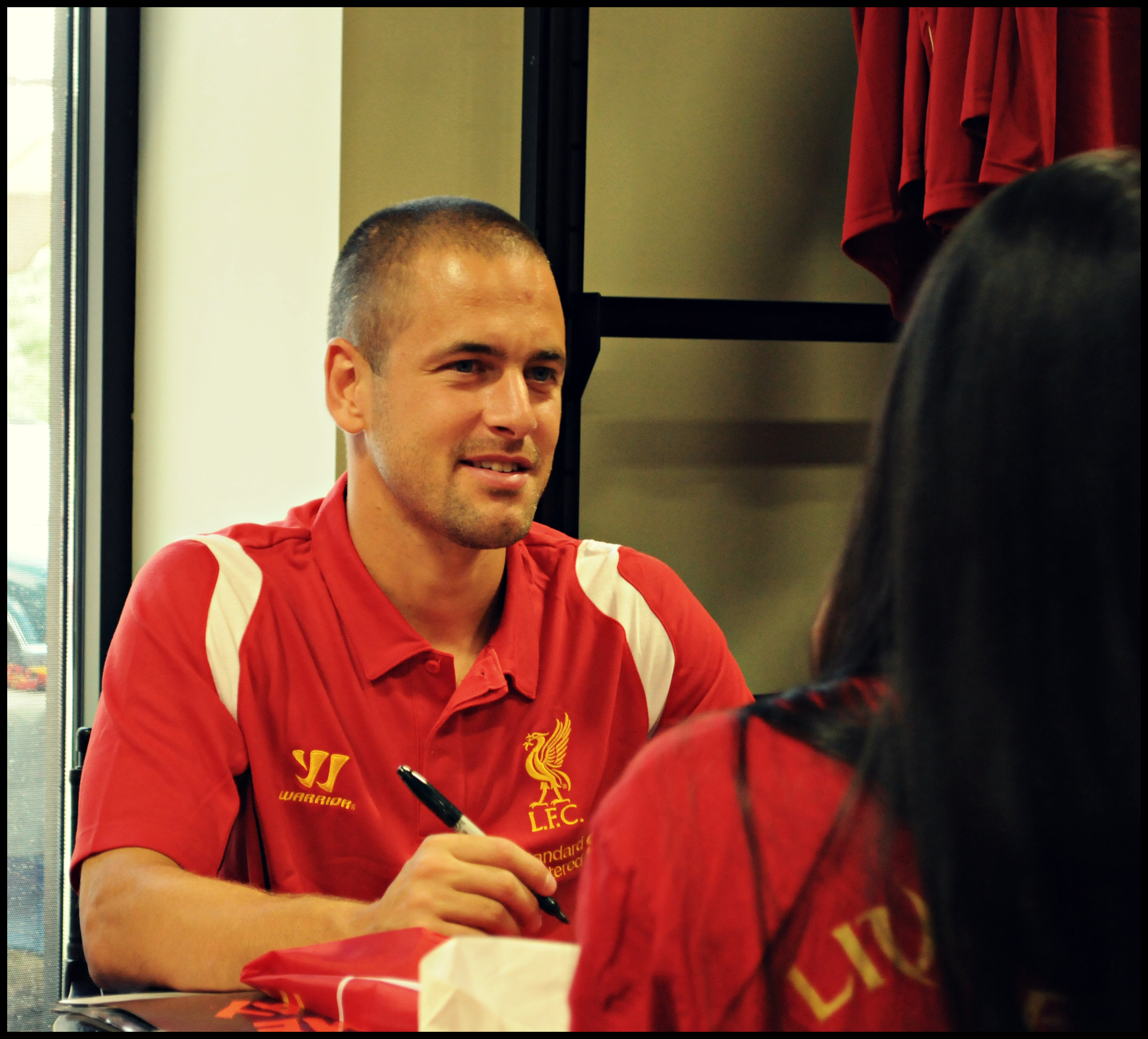
Autogramosztás közben 2012-ben

### West Ham ismét
2013. január 4-én megerősítették, hogy Cole visszatért a londoni gárdához.

### Coventry City
2015. október 16-án, 35 napra szóló kölcsönszerződést írt alá a Coventry City-hez.

### Válogatottság
2001. május 25-én debütált Mexikó ellen. Első gólját Szerbia és Montenegró ellen szerezte 2003. június 3-án.

## Statisztika
(2008. szeptember 20-i állapot)
| Csapat   | Szezon   | Bajnokság | Bajnokság | Kupa    | Kupa  | UEFA    | UEFA  | Összesen | Összesen |
| Csapat   | Szezon   | Meccsek   | Gólok     | Meccsek | Gólok | Meccsek | Gólok | Meccsek  | Gólok    |
| -------- | -------- | --------- | --------- | ------- | ----- | ------- | ----- | -------- | -------- |
| West Ham | 1998-99  | 8         | 0         | 1       | 0     | -       | -     | 9        | 0        |
| West Ham | 1999-00  | 22        | 1         | 5       | 1     | 5       | 0     | 32       | 2        |
| West Ham | 2000-01  | 30        | 5         | 6       | 0     | -       | -     | 36       | 5        |
| West Ham | 2001-02  | 30        | 0         | 3       | 1     | -       | -     | 33       | 1        |
| West Ham | 2002-03  | 36        | 4         | 4       | 1     | -       | -     | 40       | 5        |
| West Ham | Össz.    | 126       | 10        | 19      | 3     | 5       | 0     | 150      | 13       |
| Chelsea  | 2003-04  | 35        | 1         | 6       | 2     | 9       | 0     | 50       | 3        |
| Chelsea  | 2004-05  | 28        | 8         | 9       | 0     | 9       | 1     | 46       | 9        |
| Chelsea  | 2005-06  | 34        | 8         | 8       | 2     | 6       | 1     | 48       | 11       |
| Chelsea  | 2006-07  | 13        | 0         | 4       | 1     | 7       | 1     | 24       | 2        |
| Chelsea  | 2007-08  | 33        | 7         | 9       | 1     | 13      | 2     | 55       | 10       |
| Chelsea  | 2008-09  | 4         | 1         | 0       | 0     | 1       | 1     | 5        | 2        |
| Chelsea  | Össz.    | 147       | 25        | 36      | 6     | 45      | 6     | 228      | 37       |
| Összesen | Összesen | 273       | 35        | 55      | 9     | 50      | 6     | 378      | 50       |

### Góljai a válogatottban
| #  | Dátum               | Helyszín                 | Ellenfél              | Gól | Eredmény | Kiírás                              |
| -- | ------------------- | ------------------------ | --------------------- | --- | -------- | ----------------------------------- |
| 1  | 2003. június 3.     | Leicester, Anglia        | Szerbia és Montenegró | 2–1 | 2–1      | Barátságos mérkőzés                 |
| 2  | 2003. november 16.  | Manchester, Anglia       | Dánia                 | 2–1 | 2–3      | Barátságos mérkőzés                 |
| 3  | 2005. március 26.   | Manchester, Anglia       | Észak-Írország        | 1–0    | 4–0      | 2006-os világbajnokság, selejtező   |
| 4  | 2005. szeptember 3. | Cardiff, Wales           | Wales                 | 1–0 | 1–0      | 2006-os világbajnokság, selejtező   |
| 5  | 2006. március 1.    | Liverpool, Anglia        | Uruguay               | 2–1 | 2–1      | Barátságos mérkőzés                 |
| 6  | 2006. június 20.    | Köln, Németország        | Svédország            | 1–0 | 2–2      | 2006-os világbajnokság              |
| 7  | 2007. június 6.     | Tallinn, Észtország      | Észtország            | 1–0 | 3–0      | 2008-as Európa-bajnokság, selejtező |
| 8  | 2008. augusztus 20. | London, Anglia           | Csehország            | 2–2 | 2–2      | Barátságos mérkőzés                 |
| 10 | 2008. szeptember 6. | Barcelona, Spanyolország | Andorra               | 2–0 | 2–0      | 2010-es világbajnokság, selejtező   |

## Sikerei, díjai

### Klubjaiban
West Ham United
- Ifjúsági FA-kupa-győztes – 1999

Chelsea
- Angol bajnok – 2005, 2006, 2010
- FA-kupa-győztes – 2007, 2009, 2010
- Angol ligakupa-győztes – 2005, 2007
- Angol szuperkupa-győztes  – 2005, 2009
- Az év Chelsea játékosa a szurkolók szavazatai alapján – 2008

### Válogatottban
- vb-résztvevő – 2002, 2006
- Eb-résztvevő – 2004

## Külső hivatkozások
- Joe Cole pályafutásának statisztikái a Soccerbase oldalon (angolul)

- Hivatalos honlap